# توماس سكوت (سياسي كندي، مواليد 1746)
توماس سكوت هو قاضي وسياسي كندي، ولد في 18 أكتوبر 1746 في أنغوس في المملكة المتحدة، وتوفي في 29 يوليو 1824.